# Серуш, Бабек
Бабек Серуш (перс. بابک سروش‎), псевдоним Бидар (перс. بیدار‎ — бдительный), (1945, Иран — 1992, Москва) — иранский бизнесмен.

## Биография
Бабек Серуш родился в 1945 году в семье одного из ведущих переводчиков английского и французского языков Ирана по фамилии Серуш. Господин Серуш был из знатной семьи, поэтому Бабек причислялся к титулированной знати Ирана. Жена господина Серуша Азам (девичья фамилия Сареми), несмотря на то, что была из знатной семьи, была членом Народной партии Ирана (НПИ; перс. حزب توده ایران‎ Хезбе тудейе Иран; сокращённо Туде́). В связи с тем, что господин Серуш не разделял коммунистических взглядов своей жены, он с ней развелся.
4 февраля 1949 года на шаха Мохаммед Реза Пехлеви было совершено покушение. Власти обвинили в покушении НПИ и поставили её вне закона, в связи с чем мать Бабека была вынуждена уйти в подполье, чтобы избежать репрессий. Уже находясь в подполье, у неё сложились теплые отношения с одним из создателей НПИ по имени Ахмад Гасеми, который к тому времени был приговорен к смертной казни. Через нескольких лет подполья им удалось с другими коммунистами пересечь советскую границу в Туркмении, где им в СССР было предоставлено политическое убежище. Затем они жили в ГДР. В ГДР родился младший брат Бабека, которого отчим Бабека в честь Сталина назвал Иосиф. Отчим Бабека и его партийные единомышленники были сторонниками Сталина, в связи с чем в НПИ произошел раскол. Раскол произошел в связи с тем, что отчим Бабека Серуша Ахмад Гасеми раскритиковал Никиту Хрущева за его обвинение Сталина в культе личности. Ахмад Гасеми попал под тщательное наблюдение разведки ГДР Штази и чтобы избежать репрессий, он нелегально пересек границу между восточным и западным Берлином, а затем переехал в ФРГ, где он создал промаоистскую, сталинскую партию «Туфан», что в переводе с персидского языка значит «буря». В ФРГ он столкнулся с ещё одной проблемой, за ним стала следить разведка персидского шаха Савак. Чтобы не подвергать опасности свою семью, он временно переселился во Францию, где жил подпольно. Отчим Бабека умер в 1974 году и похоронен в Мюнхене.
В СССР Бабека послали учиться в Ивановский интернациональный детский дом Интердом. После окончания школы в Интердоме в 1964 году Бабек поступил в МГУ. на факультет физики, который не закончил, по той причине, что его депортировали из СССР в 1965 году. В 1965 году в СССР с официальным визитом приехал персидский шах Мохаммед Реза Пехлеви. Незадолго до его приезда в СССР Бабек распространял в Москве листовки, в которых упоминались зверства шахской разведки «Савак» по отношению к оппозиционным иранцам. Бабека несколько дней КГБ искал в Москве, но ему удалось скрыться на квартире у члена центрального комитета НПИ Парвиза Ектешафи. Когда КГБ удалось его найти, то его не арестовали, а потребовали, чтобы он покинул пределы СССР. Бабек уехал в ГДР, а позднее оттуда в ФРГ, где он в Кёльне поступил в университет на факультет электроники. К тому времени его мать со своими детьми жила в маленьком немецком городе Шпринге по соседству с немецким предпринимателем Гретен (Greten), который являлся совладельцем немецкой фирмы «Bison Werke Bähre & Greten», выпускающей станки для обработки ДСП. Однажды к матери Бабека обратилась жена предпринимателя Гретен с просьбой выступить в роли переводчицы русско-немецкого языка в связи с предстоящим визитом советской торговой делегации, на что мать Бабека ответила, что у неё нет на это времени, но она может попросить своего сына Бабека, который должен скоро приехать на каникулы из Кёльна, где он учится в университете. И это было решающим моментом в жизни Бабека, именно после его знакомства с господином Гретен он стал работать в 1970 году на фирму «Bison Werke Bähre & Greten» и стал представителем этой фирмы в Советском Союзе. Бабек Серуш был очень умным человеком, именно в 1970 году он понял, что в Советском Союзе можно быстро разбогатеть на дефиците западного оборудования. Именно в этом году канцлер Германии Вилли Брандт приехал с официальным визитом в СССР и заключил торговый договор с правительством СССР.
Немного спустя он создал свою фирму IPS (International Processing System). IPS выполняла роль канала, по которому поставлялась в СССР радио- и компьютерная аппаратура. Партнерами с советской стороны были «Проммашимпорт» и «Технопромимпорт». К 1989 году Серуш владел 14 совместными предприятиями в разных странах мира. Проводил операции через компанию International Processing Systems (IPS) в Германии, которая поставляла вычислительную технику в Советский Союз.

## Благотворительность
Бабек Серуш был меценатом и помог очень многим людям. Он материально поддерживал артистов, музыкантов, писателей, вносил крупные суммы на счет Детского фонда. В 1987 году он отправил в детские дома СССР детскую одежду на сумму триста тысяч долларов.

## Бабек Серуш и Владимир Высоцкий
Серуш Бабек был хорошо знаком с Владимиром Высоцким, записывал его песни на своей аппаратуре, которую специально купил на западе и оборудовал у себя дома как небольшую студию звукозаписи.
В. С. Высоцкий посвятил ему несколько стихов и песен. Самыми известными являются такие строки, посвящённые Бабеку Серушу:
Живёт на свете человек

С древнейшим именем Бабек.

Друзьям хорош Бабек Серуш

Хранить богатство наших душ, 

Оно ему дороже денег…

## Семья
Жена — Петрова, Наталия Григорьевна, актриса

## Лживые обвинения
Шпионские страсти вокруг Бабека Серуша начались в 1970 году, когда он приехал в Москву как представитель фирмы «Bison Werke Bähre & Greten». Как ни странно, дезинформация была запущена из провинциального российского города Кинешма. Бывший шеф КГБ в Кинешме Макаров пустил слух, что Бабек является агентом немецкой разведки БНД, причем без всякой доказательной базы. Эти слухи об его принадлежности к той или иной разведке сопровождали всю его оставшуюся жизнь и продолжаются даже после его смерти. Некомпетентные писаки, которые его не знали и даже не потрудились элементарно связаться с его родственниками, чтобы достоверно написать его биографию, продолжают до сегодняшнего дня распускать о нем и о его родителях лживые слухи.
Летом 1977 года во время собеседования с представителями ЦРУ в Приёмном лагере Мариенфельде в Берлине беженец Сирус Джалали сказал, что немецкая фирма IPS нарушает санкции против СССР и поставляет запрещенное оборудование в СССР, тем самым пытаясь дискредитировать Бабека Серуша. По прибытии беженцев в лагерь часто проводились собеседования агентами служб западных союзников на предмет получения информации о странах социалистического лагеря. Сирус Джалали будучи в СССР был информантом КГБ. ЦРУ-шники, зная приверженность беженцев к шпионским страстям, игнорировали подобного рода информацию. В 1980 году, незадолго до открытия Олимпийских игр в Москве, Бабек Серуш в своем интервью Центральному телевидению СССР сказал: «Мы сделаем все возможное, чтобы Олимпийские игры в Москве прошли нормально.» С тех пор ЦРУ стало пристально присматриваться к нему и здесь они вспомнили донос Сируса Джалали. В США было поручено ФБР вести слежку за Бабеком Серушем. Бабек несколько раз в году бывал в Нью-Йорке и всякий раз заходил в магазины, где продавалось электронное оборудование, и всякий раз он находился под наблюдением ФБР. Кульминацией этих событий стал арест секретарши Бабека госпожи Имбар в середине 80-тых годов прошлого столетия во время ее пребывания в Нью-Йорке. Ее обвинили в нарушении санкций, наложенных на СССР, в связи с вводом советских войск в Афганистан. Госпожа Имбар имела двойное гражданство как Германии, так и Израиля. Она была бывшей сотрудницей Управления военной разведки Израиля. Американцы попросили власти ФРГ арестовать Бабека, но им это не удалось, так как Бабеку удалось уйти в подполье. Никто не знал о его местонахождении. Все это время Бабек находился в Турции. После того как адвокаты госпожи Имбар доказали, что она невиновна, то ее освободили и она вернулась в Германию и продолжала работать у Бабека. Бабек Серуш тоже был оправдан судом. Суд подтвердил, что Бабек не является сотрудником КГБ.

## Кончина
Вечером 25 марта 1992 Бабек Серуш, находясь в одном из баров Москвы, заказал себе свой любимый коктейль Блади мэри. После третьего коктейля ему стало плохо. В тот же вечер его отвезли в больницу, где он 27 марта скончался. Бабек Серуш как и многие предприниматели диких девяностых годов России 20 века оказался в мясорубке событий тех дней и в числе, тех, кто не смог выжить. Он похоронен на Ваганьковском кладбище. На похоронах Бабека был один из близких друзей и партийных соратников его отчима Акбар Шандермани, который рассказал следующее: "На похоронах Бабека было очень много людей. Бабека почтил в своей речи также Иосиф Кобзон, свою речь Иосиф Кобзон закончил следующей фразой: «Я в жизни ещё не встречал такого человека, который бы больше Бабека любил Россию.»